# Kostel svatého Jana Křtitele (Babice nad Svitavou)
Římskokatolický kostel svatého Jana Křtitele v Babicích nad Svitavou pochází z roku 1448. Je farním kostelem babické farnosti a je chráněn jako kulturní památka České republiky.

## Historie
Jádro kostela, pocházející z roku 1448, je postaveno v gotickém slohu. Přestavba, která pochází z roku 1765, je již slohu barokního. V roce 1876, při další přestavbě, byla nízká kostelní věž zvýšena o 5,5 metru. Kolem kostela se nachází hřbitov. Celý areál je obehnán 2 metry vysokou zdí.
V roce 1881 namaloval Emil Pirchan starší obraz na hlavním oltáři, na kterém je znázorněn křest Ježíše Krista sv. Janem Křtitelem.
V roce 1994, při opravě střechy kostela, byl vyjmut z věžové báně balík, který zde byl uschován 118 let. V balíku se nacházely listiny z let 1792, 1822, 1828 a 1850, dále 21 rakouských mincí z let 1691–1849, 3 mince francouzské, které neměly vyraženy letopočty, a další mince z let 1858–1870. Po dokončení rekonstrukce, byly do báně navráceny staré listiny a mince. Nově tam byly vloženy mince a listiny z roku 1994. Zpráva obsahovala základní informace o opravách obce, jména zastupitelů obce a jméno zdejšího faráře. Pod listinu se podepsal farář a starosta obce. Báň byla zaletována a zalepena silikonem.

## Varhany
Jednomanuálové varhany pocházejí pravděpodobně z některé brněnské synagogy z počátku 2. světové války. V roce 2010 byla provedena jejich generální oprava.
Dispozice: manuál (rozsah C až c3, rejstříky Principál 8', Kryt 8', Salicionál 8', Oktáva 4', Superoktáva 2' a Mixtura 1 1/3'), pedál (rozsah C-h, rejstříky Subbas 8' a Oktávbas 4').